# Clavia Nord Lead
Der Nord Lead ist ein Virtuell-analoger Synthesizer, der seit 1995 von dem schwedischen Hersteller Clavia gebaut wird.

## Geschichte
Mit dem Nord Lead veröffentlichte Clavia im Jahr 1995 seinen ersten virtuell-analogen Synthesizer. Ziel der Entwickler war, unter anderem den Klang berühmter Klangerzeuger, wie der Roland TB-303 und des Minimoogs zu emulieren. Der 4-stimmige Nord Lead konnte mit einer Erweiterungsplatine auf 12 Stimmen aufgerüstet werden und erlangte in kurzer Zeit Kultstatus.
1998 erschien der 16-stimmige Nord Lead 2 mit einigen Verbesserungen (Verzerrungseffekt, verbesserte Filteralgorithmen usw.), der in erweiterter Form als Nord Lead 2X bis zum Jahr 2014 hergestellt wurde.
Der 24-stimmige Nord Lead 3 erschien als komplette Überarbeitung des Vorgängers. Besonders hervorzuheben sind neben jetzt 3 statt 2 Oszillatoren und erweiterten Möglichkeiten der Frequenzmodulation die Endlosdrehregler mit LED-Kränzen.
Im Juni 2013 kam der Nord Lead nun in der 4. Generation auf den Markt. Neu ist, dass zum ersten Mal auch interne Effekte (Hall, Delay) mit eingebaut wurden. Ebenso wurde die Rack Version nun nicht mehr mit "Nord Rack" sondern ebenfalls mit "Nord Lead" bezeichnet.
Heute benutzen viele Künstler die Nord-Lead-Geräte, darunter The Prodigy, Pet Shop Boys, Kraftwerk, Peter Gabriel, David Bowie, Chairlift, Kaiser Chiefs, The Crystal Method, Jean-Michel Jarre, Nicolas Jaar, Billy Idol, Lorenz Rhode, Mando Diao und Hiromi Uehara.

## Modelle
- Nord Lead, Nord Rack (1995–1998)
- Nord Lead 2, Nord Rack 2 (1998–2003)
- Clavia Nord Lead 2X, Nord Rack 2X
- Nord Lead 3, Nord Rack 3 (2001–2007)
- Nord Lead 4, Nord Lead 4R (2013)
- Nord Lead A1, Nord Lead A1R (2014)